# Внизу на фермі
Внизу на фермі (англ. Down on the Farm) — американська кінокомедія режисера Рея Грея 1920 року.

## Сюжет
Історія відбувається на фермі Роуча. Робітник ферми хоче одружитися з донькою Роуча Луїзою, але Роуч не погоджується. Сьогодні день орендної плати, і господар використовує свою владу, щоб вимагати від жінок сексуальних послуг, аби уникнути виселення. Господар бачить Луїзу і хоче одружитися з нею, але Луїза його не любить. Луїза розробляє план, як уникнути домагань господаря, що призводить до непередбачуваних проблем. Луїза також боїться мишей, а тут ще продавець і зникла дитина. Невідомо, хто одружиться з Луїзою і чи вийде вона заміж.

## У ролях
- Луїза Фазенда — Луїза — дочка фермера
- Гаррі Гріббон — сільський хлопець
- Берт Роуч — Роач — фермер
- Джеймс Фінлейсон — банкір
- Біллі Армстронг — загадковий чоловік
- Дон Меріон — дитина
- Марі Прево — вірна дружина
- Бен Терпін — чоловік вірної дружини